# Starnberger See
De Starnberger See  (tot 1962: Würmsee) is een meer in de Duitse deelstaat Beieren en met een oppervlakte van 56,3 km² na de Chiemsee het grootste meer van Beieren. Het meer ligt dicht bij München en is zeer geschikt voor recreatie.

## Aardrijkskunde
Het meer ligt 25 km ten zuidwesten van München. De Zugspitze, die op 60 km bijna in het verlengde van het meer naar het zuiden ligt, is van het meer goed te zien.
Tijdens de verschillende ijstijden werd het meer door de gletsjers uitgeslepen. In het Würm Glaciaal kreeg het meer zijn huidige vorm. De Starnberger See, vroeger: Würmsee, is na het Bodenmeer, het Müritz, de Chiemsee en het Schwerinermeer het vijfde meer van Duitsland, echter vanwege zijn grote gemiddelde diepte het tweede meer qua watervolume. Het gebied rondom de Starnberger See in het district Starnberg is een gemeentevrij gebied.
Het meer is eigendom van de Duitse deelstaat Beieren en wordt door een afdeling van de Beierse overheid onderhouden, die verantwoordelijk is voor de paleizen, tuinen en meren. Die zijn staatseigendom. Sinds 1976 wordt de Starnberger See gerekend tot de door de Conventie van Ramsar beschermde watergebieden en draslanden van internationale betekenis.

## Geschiedenis
Het meer is onder andere bekend vanwege de geruchtmakende verdrinkingsdood van Lodewijk II van Beieren in 1886 bij Berg aan de oostkant van het meer. Aan deze gebeurtenis wordt men nu nog herinnerd door een votiefkerk en een houten kruis in het meer, bij de plek waar de gebeurtenissen plaatsvonden.
Aan de westoever ligt het dorpje Possenhofen, bekend vanwege het kasteel waar de hertogelijke familie, waaronder de latere keizerin Elisabeth, hun zomermaanden doorbracht. Ook haar naamgenote, de latere Belgische koningin, bracht haar jeugd door op het domein.
Het meer wordt genoemd in het gedicht The Waste Land van T.S. Eliot.
In Bernried ligt het Museum der Phantasie aan het meer.

## Vervoer
De Starnberger See is met de trein en met lijn S6 van  de S-Bahn vanuit München goed te bereiken. Op het meer wordt door de Bayerische Seenschifffahrt een dienstregeling onderhouden, die langs de plaatsen aan de Starnberger See komt.
- (de)  Veerdienst Starnberger See